# Плотина Кёльнбрайн
Плотина Кёльнбрайн (нем. Kölnbreinsperre) — самое крупное гидротехническое сооружение (плотина) Австрии, является частью одноимённой ГЭС.
Была построена в период с 1971 по 1977 год. Во время заполнения водохранилища в плотине появилось несколько трещин, и потребовалось еще более десяти лет для её ремонта.
Объём образованного водохранилища: 205 млн кубометров.

## История
Планы строительства плотины на реке Мальта в Каринтии были разработаны еще в конце 1930-х годов немецкой инженерной компанией AEG (позже стала называться Alpen-Elektrowerke AG). Проект был возобновлен австрийскими властями после Второй мировой войны с продолжительным разведочными работами, начавшимися в 1957 году и проводимыми компанией Österreichische Draukraftwerke. Строительство бетонной плотины началось только в 1971 году.

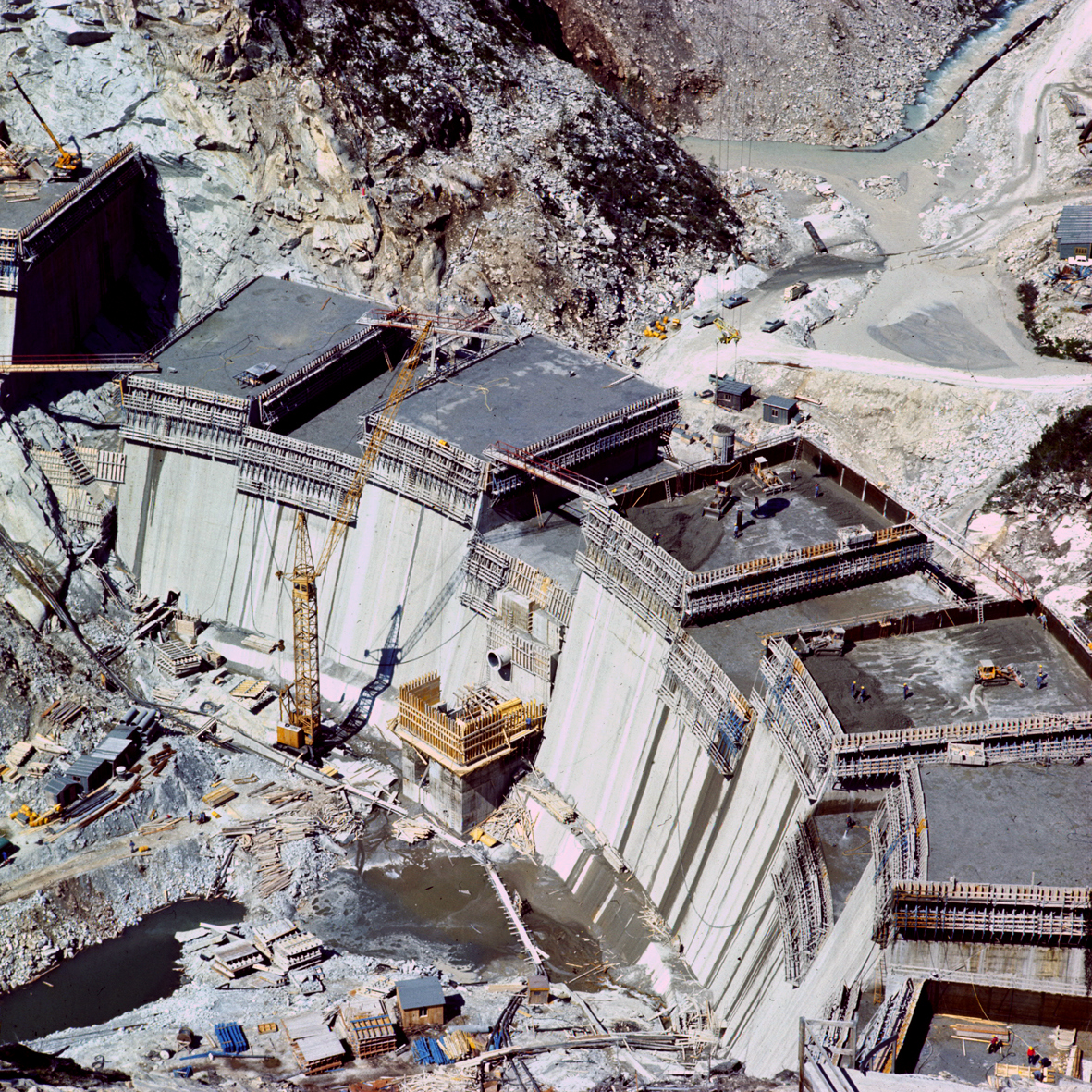
Строительство бетонной дамбы

Для подвоза на место строительства цемента и других строительных материалов была построена сложная подъездная дорога, на которой было проложено шесть туннелей. В плотину было залито 1,6 миллиона кубических метров бетона. В 1978 году около 400 встроенных измерительных приборов сигнализировали о проблемах — вода начала просачиваться через трещины в теле плотины. До 1992 года проводились сложные работы по заделыванию трещин инъекциями цемента, синтетической смолы и полиуретана, что существенно увеличило стоимость сооружения плотины. 4 октября 1993 года водохранилище вышло на необходимый уровень все 2500 точек измерительных датчиков показали устойчивость конструкции. Поверхность водохранилища находится на высоте 1902 метра над уровнем моря и может быть понижена до 1750 метров.
Затем была построена ГЭС Кёльнбрайн и позже — подземная электростанция, оператором которых является Verbund Hydro Power GmbH, дочерняя компания Verbund AG. Все электростанции на реке входят в Группу гидроэлектростанций Райсек-Кройцек.
В дополнение к энергетической отрасли, плотина и водохранилище имеют также туристическое значение. Высокогорная река Мальта протяженностью 14,3 км имеет несколько красивых водопадов. Имеются горный ресторан и отель, проводятся экскурсии по электростанциям и национальному парку Hohe Tauern.
В фильме 1978 года «Мальчики из Бразилии» проводились съёмки на только возведённой плотине.

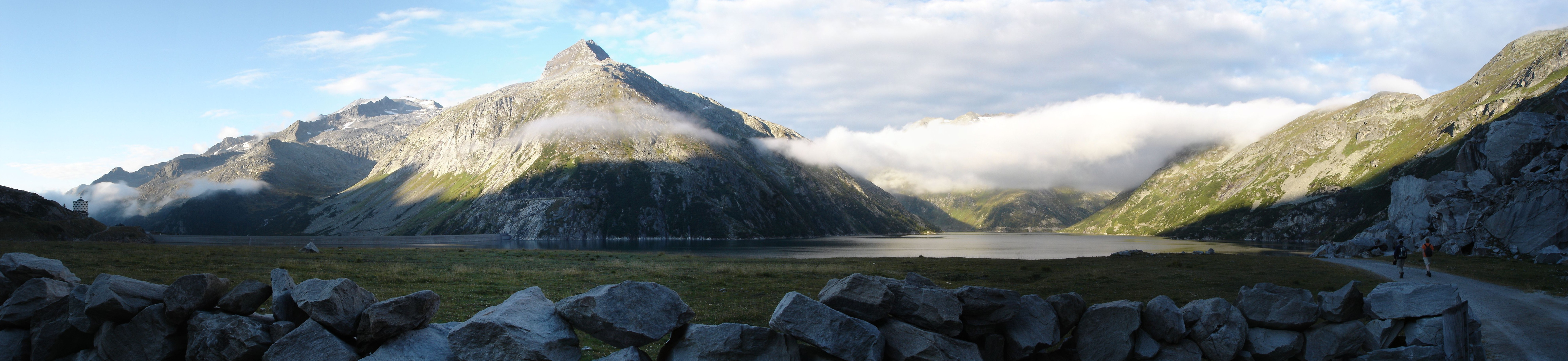
Вид на водохранилище Кёльнбрайн